# Sân bay trung tâm Ciudad Real
Sân bay trung tâm Ciudad Real hay Sân bay Don Quijote là một sân bay đang được xây dựng tại nam Ciudad Real (Tây Ban Nha). Khi sân bay này đi vào hoạt động (Quý 2 năm 2008) thì đây sẽ là sân bay quốc tế tư nhân đầu tiên ở Tây Ban Nha. Tổng mức đầu tư là 1,1 tỷ euro. Công suất tối đa là 2.5 triệu khách/năm.
Sân bay sẽ có một đường băng (11/29), 4000 m x 60 m. Một phần của nhà ga để dành cho các chuyến bay thể thao và tư nhân và nó sẽ có một khu vực bảo dưỡng, sân bay trực thăng và khu công nghiệp rộng 10 km².